# Tadeusz Breyer
Tadeusz Breyer (nació en 15 de octubre de 1874 en Mielec, murió en 15 de mayo de 1952 en Varsovia) fue un escultor y medallista polaco. Profesor de Academia de Bellas Artes de Varsovia. Enseñaba p. ej. Marian Wnuk, Stanisław Horno-Popławski, Józef Gosławski, Bazyli Wojtowicz, Bohdan Pniewski, Ludwika Nitschowa, Alfons Karny, Franciszek Strynkiewicz y Magdalena Gross. Fue el miembro, entre otros, de polaco grupo artístico El Ritmo (polaco: Rytm). Diseñaba p. ej. monumento de general Józef Sowiński en Varsovia. Diseñaba medallas y monedas también.